# Blinx 2: Masters of Time and Space
Blinx 2: Masters of Time and Space è un videogioco a piattaforme del 2004, sviluppato da Artoon e pubblicato da Microsoft Game Studios in esclusiva per Xbox. Si tratta del sequel di Blinx: The Time Sweeper (2002).
A differenza del primo capitolo, il giocatore non impersona Blinx, ma due personaggi creati appositamente con l'editor: uno di questi appartiene alla fazione dei gatti Spazzatempo, mentre l'altro alla banda dei maiali Tom Tom. 

## Trama
La trama si concentra sul ritrovamento degli otto frammenti del Grande Cristallo da parte degli Spazzatempo e dei Tom Tom: i primi vogliono riuscirci per salvare l'universo dal fermarsi dello scorrere del tempo, mentre i secondi lo fanno poiché il loro capo, Benito, ha incontrato in sogno la dea Mina, di cui si è innamorato, che gli ha chiesto di recuperare i frammenti prima che sia troppo tardi.